# Gerardus Huysmans

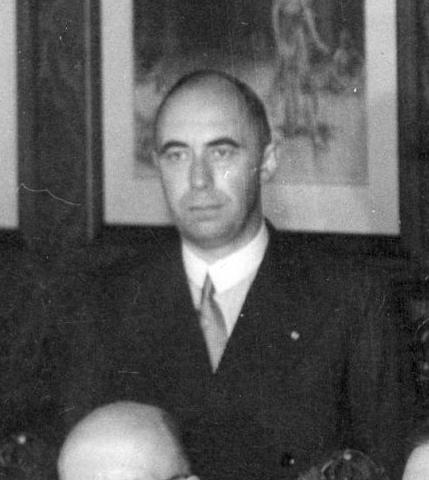
Gerardus Huysmans (1946)

Gerardus Wilhelmus Maria Huysmans (* 29. April 1902 in Eindhoven, Provinz Nordbrabant; † 18. März 1948 in Den Haag) war ein niederländischer Bankmanager und Politiker der Roomsch-Katholieke Staatspartij (RKSP) sowie seit dem 22. Dezember 1945 der Katholieke Volkspartij (KVP), der mehrere Jahre Direktor der Coöperatieve Centrale Boerenleenbank war. Er war im letzten Kriegskabinett, dem dritten Kabinett von Ministerpräsident Pieter Sjoerds Gerbrandy, Finanzminister sowie im ersten Kabinett von Ministerpräsident Louis Beel vom 3. Juli 1946 bis zum 14. Januar 1948 Wirtschaftsminister war. Als Minister setzte er den Bankrat ein und legte einen Gesetzentwurf zur Stellung des Zentralen Planungsbüros vor. Dabei trat er für eine geringere staatliche Regulierung als sein Vorgänger Hein Vos von der Partij van de Arbeid (PvdA).

## Leben

### Studium und Bankmanager
Huysmans, Sohn eines Zigarrenfabrikanten, begann nach dem Besuch des römisch-katholischen Sint Canisius College in Nijmegen ein Studium der Handelsbetriebslehre an der Niederländischen Wirtschaftshochschule Rotterdam (Nederlandse Handels-Hoogeschool), das er am 17. Oktober 1924 beendete. Anschließend begann er seine berufliche Laufbahn mit einem Volontariat bei der Incasso Bank in Den Haag. Am 25. März 1926 schloss er seine Promotion zum Doktor der Wirtschaftswissenschaften an der Niederländischen Wirtschaftshochschule Rotterdam mit der Dissertation Termijnhandel in valuta ab, in der er sich mit Termingeschäften befasste.
Anschließend war Huysmans zwischen 1926 und 1927 Prokurist der Nationalen Bankenvereinigung in Den Haag sowie im Anschluss von 1927 bis 1932 Direktor des Büros der Nationalen Bankenvereinigung in Heerlen. Danach fungierte er zwischen 1932 und 1945 als Direktor der Coöperatieve Centrale Boerenleenbank in Eindhoven. Für seine Verdienste wurde ihm am 31. Mai 1939 das Offizierskreuz des Orden von Oranien-Nassau verliehen.

### Finanz- und Wirtschaftsminister
Am 23. Februar 1945 wurde Huysmans von Ministerpräsident Pieter Sjoerds Gerbrandy als Finanzminister (Minister van Financiën) in dessen drittes Kabinett berufen. Er übte dieses Amt im letzten Kriegskabinett des Zweiten Weltkrieges bis zum 25. Juni 1945 aus. Danach war er Mitglied des Vorstands des Zentrums für staatsbürgerliche Bildung (Centrum voor Staatkundige Vorming), dem wissenschaftlichen Zentrum der KVP. Zugleich war er vom 1. November 1945 bis zum 3. Juli 1946 Geschäftsführer und Vorstandsvorsitzender der Finanzierungsgesellschaft (N.V. Maatschappij tot Financiering) der Nederlandse Herstelbank.
Zuletzt wurde Huysmans am 3. Juli 1946 von Ministerpräsident Louis Beel in dessen erstes Kabinett berufen, in dem er bis zu seiner Ablösung durch Sicco Mansholt am 14. Juni 1948 das Amt des Wirtschaftsministers (Minister van Economische Zaken) bekleidete. Als Minister setzte er den Bankrat ein und legte einen Gesetzentwurf zur Stellung des Zentralen Planungsbüros vor. Dabei trat er für eine geringere staatliche Regulierung als sein Vorgänger Hein Vos von der Partij van de Arbeid (PvdA). Des Weiteren wurde ihm am 21. Januar 1947 auch das Ritterkreuz des Orden vom Niederländischen Löwen verliehen.
Aus seiner am 13. September 1927 in Tilburg geschlossenen Ehe mit Maria Anna Cornelia Jacoba Janssens gingen zwei Töchter und zwei Söhne hervor.

## Veröffentlichung
- Termijnhandel in valuta, Dissertation, 1926